# António da Costa (abade)
Abade António da Costa foi um epistológrafo, violinista e compositor português. Nasceu provavelmente no Porto, em 1714, e teria morrido em 1780.
Da sua vida acidentada, muito pouco se sabe. E o pouco que se sabe, deve-se à publicação, em 1878, de Cartas Curiosas Escritas de Roma e Viena, por Abade António da Costa (também conhecido por Cartas Cuiosas que Escreveu António da Costa de Várias Terras por Onde Andou a Várias Pessoas da Cidade do Porto) por Joaquim de Vasconcelos, literato e erudito, sendo reeditado em 1946 por Fernando Lopes Graça.
Por motivos que permanecem desconhecidos, o abade foi forçado a abandonar precipitadamente o Porto em 1749. Depois de uma viagem penosa até Roma, ali permaneceu pelo menos até 1754. Viveu pobremente, mas com a mesma independência e liberdade de pensamento que sempre manifestou e que eventualmente terá contribuído para a sua saída de Portugal.
Em Roma, tomou ordens sacras, sendo nomeado capelão de Santo António. Para sobreviver, dava lições de violino, rebeca e viola e de francês, e apesar de ter travado conhecimento com personagens importantes do mundo artístico e intelectual, nunca delas se serviu para alcançar posições de destaque.
Entre 1754, data em que se presume que tenha saído de Roma, e 1774, data em que é localizado em Viena de Áustria, decorreu um lapso vinte anos sem qualquer notícia sua. A última carta que escreveu foi em 1780 e estes últimos seis anos são os mais bem documentados de toda a sua vida.
Um historiador inglês que o conheceu em Viena em casa do Duque de Lafões D. João de Bragança e foi seu amigo, Charles Burney, descreve-o num livro intitulado The Present State of Music in Germany, the Netherlands and United Provinces como uma espécie de Rousseau, mas ainda mais original.
No entanto, apesar do brilhantismo cultural de Viena e das oportunidades que certamente teria, se desejasse, de desempenhar cargos bem remunerados, quer como músico, quer como clérigo, nunca deixou de viver pobre e independente. Permanecem ocultos os motivos que levaram a exilar-se até ao fim dos seus dias. No entanto, atendendo à liberdade com que exercia as suas críticas, especialmente em relação a assuntos religiosos, não é difícil de imaginar que se tenha tornado suspeito de judaísmo. Certo é que nas suas cartas manifestou grande regozijo pela queda dos Jesuítas, depois das reformas do Marquês do Pombal, pela abolição da ominosa distinção entre cristãos novos e cristãos velhos.
Das suas composições musicais, nenhuma foi descoberta.
As suas Cartas são documentos importantes, não só como biografia mas também como testemunho sobre a sociedade da época e os seus defeitos, sobre a música (escola italiana de violino, a ópera, comédias, etc) e sobre toda uma determinada maneira de agir e pensar que transmite uma noção clara do panorama musical e social de uma Itália em plena decadência e posteriormente da Áustria.